# مارکو کلیسورا
مارکو کلیسورا (سیریلیک صربی: Марко Клисура؛ زادهٔ ۱۵ اکتبر ۱۹۹۲) بازیکن فوتبال اهل صربستان است.
وی همچنین در تیم ملی فوتبال صربستان بازی کرده‌است.